# Cantón de Lizy-sur-Ourcq
El cantón de Lizy-sur-Ourcq era una división administrativa francesa, que estaba situada en el departamento de Sena y Marne y la región de Isla de Francia.

## Composición
El cantón estaba formado por veintidós comunas:
- Armentières-en-Brie
- Cocherel
- Congis-sur-Thérouanne
- Coulombs-en-Valois
- Crouy-sur-Ourcq
- Dhuisy
- Douy-la-Ramée
- Étrépilly
- Germigny-sous-Coulombs
- Isles-les-Meldeuses
- Jaignes
- Le Plessis-Placy
- Lizy-sur-Ourcq
- Marcilly
- Mary-sur-Marne
- May-en-Multien
- Ocquerre
- Puisieux
- Tancrou
- Trocy-en-Multien
- Vendrest
- Vincy-Manœuvre

## Supresión del cantón de Lizy-sur-Ourcq
En aplicación del Decreto nº 2014-186 de 18 de febrero de 2014, el cantón de Lizy-sur-Ourcq fue suprimido el 22 de marzo de 2015 y sus 22 comunas pasaron a formar parte del nuevo cantón de La Ferté-sous-Jouarre.